# Omicron Sagittarii

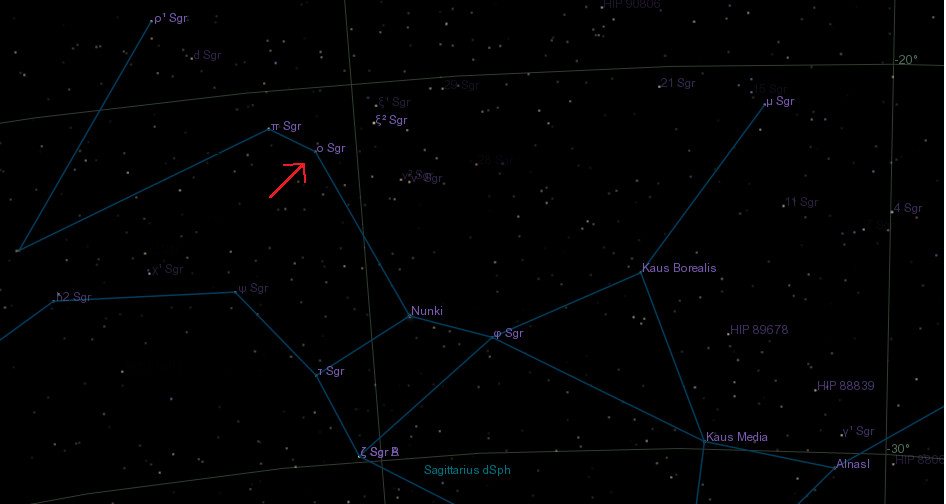
Posição da Omicron Sagittarii na constelação de Sagitário.

Omicron Sagittarii (39 Sagittarii) é uma estrela na direção da constelação de Sagittarius. Possui uma ascensão reta de 19h 04m 40.93s e uma declinação de −21° 44′ 28.9″. Sua magnitude aparente é igual a 3.76. Considerando sua distância de 139 anos-luz em relação à Terra, sua magnitude absoluta é igual a 0.61. Pertence à classe espectral K0III.